# Розе (муніципалітет)

Розе (італ. Rose, сиц. Rosa) — муніципалітет в Італії, у регіоні Калабрія,  провінція Козенца.
Розе розміщене на відстані близько 430 км на південний схід від Риму, 65 км на північний захід від Катандзаро, 12 км на північ від Козенци.
Населення — 4366 осіб (2014).
Щорічний фестиваль відбувається 10 серпня. Покровитель — Святий Лаврентій.

## Демографія
Населення за роками:

Станом на 1 січня 2023 року в муніципалітеті офіційно проживало 150 іноземців з 16 країн, серед них 99 громадян країн Євросоюзу та 8 громадян України.

## Сусідні муніципалітети
- Акрі
- Кастільйоне-Козентіно
- Челіко
- Луцці
- Монтальто-Уффуго
- Ренде
- Сан-П'єтро-ін-Гуарано